# Distretto di Karapınar
Il distretto di Karapınar (in turco Karapınar ilçesi) è uno dei distretti della provincia di Konya, in Turchia.